# Turn- und Sportgemeinschaft 1899 Hoffenheim (femminile)
Il Turn- und Sportgemeinschaft 1899 Hoffenheim e.V., noto più semplicemente come TSG 1899 Hoffenheim, TSG Frauen o Hoffenheim, è una squadra di calcio femminile professionistico tedesca, sezione femminile dell'omonimo club con sede a Sinsheim, nel land del Baden-Württemberg e che prende il nome dall'omonimo sobborgo cittadino in cui si trova la sua sede.
Istituita nel 2007, dalla stagione 2013-2014 milita in Frauen-Bundesliga, massimo livello del campionato tedesco femminile di calcio. I maggiori risultati ottenuti sono il sesto posto in Frauen-Bundesliga, conquistato nella stagione 2014-2015, e i quarti di finale nell'edizione 2012-13 della DFB-Pokal der Frauen, la Coppa di lega femminile della Germania.

## Palmarès
- Campionato tedesco di seconda divisione: 1

2012-2013

## Organico

### Rosa 2022-2023
Rosa, ruoli e numeri di maglia come da sito ufficiale, aggiornati al 17 settembre 2022.
| N. |                     | Ruolo | Calciatrice           |
| -- | ------------------- | ----- | --------------------- |
| 1  | Croazia (bandiera)  | P     | Martina Tufeković     |
| 2  | Germania (bandiera) | D     | Linette Hofmann       |
| 4  | Germania (bandiera) | D     | Lisann Kaut           |
| 5  | Svizzera (bandiera) | D     | Luana Bühler          |
| 6  | Belgio (bandiera)   | A     | Tine De Caigny        |
| 7  | Germania (bandiera) | C     | Chantal Hagel         |
| 8  | Germania (bandiera) | C     | Paulina Krumbiegel    |
| 9  | Austria (bandiera)  | D     | Katharina Naschenweng |
| 10 | Germania (bandiera) | C     | Gia Corley            |
| 11 | Ungheria (bandiera) | A     | Petra Kocsán          |
| 13 | Germania (bandiera) | C     | Isabella Hartig       |
| 16 | Austria (bandiera)  | A     | Nicole Billa          |

| N. |                     | Ruolo | Calciatrice                |
| -- | ------------------- | ----- | -------------------------- |
| 17 | Germania (bandiera) | C     | Franziska Harsch           |
| 18 | Austria (bandiera)  | C     | Julia Hickelsberger-Füller |
| 21 | Germania (bandiera) | P     | Laura Dick                 |
| 22 | Germania (bandiera) | D     | Sarai Linder               |
| 23 | Kosovo (bandiera)   | C     | Erëleta Memeti             |
| 25 | Germania (bandiera) | A     | Melissa Kössler            |
| 27 | Germania (bandiera) | A     | Vanessa Leimenstoll        |
| 28 | Germania (bandiera) | P     | Lina von Schrader          |
| 31 | Germania (bandiera) | D     | Jana Feldkamp              |
| 32 | Germania (bandiera) | C     | Vanessa Diehm              |
| 33 | Germania (bandiera) | C     | Fabienne Dongus (capitano) |